# Mikołaj Twardowski
Mikołaj Twardowski herbu Ogończyk (zm. w 1713/1718 roku) – pisarz ziemski wschowski w latach 1710-1713, pisarz grodzki kcyński w latach 1704-1710.
Syn Zygmunta.